# 3319 Kibi
3319 Kibi (1977 EJ5) là một tiểu hành tinh vành đai chính được phát hiện ngày 12 tháng 3 năm 1977 bởi Kiichiro Hurukawa và Hiroki Kosai ở Kiso Station.